# Camora
Mário Jorge Malino Paulino (Samora Correia, 21 september 1986) - alias Camora - is een in Portugal geboren Roemeens voetballer die bij voorkeur als verdediger speelt. Hij verruilde in juli 2015 Naval 1º de Maio voor CFR Cluj. Camora debuteerde in 2020 in het Roemeens voetbalelftal.
Camora begon zijn professionele carrière in 2006 bij SC Beira-Mar in de Liga de Honra. Datzelfde seizoen dwong deze ploeg promotie af naar de Primeira Liga. Een seizoen later degradeerden ze  weer. In 2008 tekende hij een contract bij Naval 1º de Maio. Nadat ook dat na het seizoen 2010-2011 degradeerde, tekende hij voor het eerst een contract buiten Portugal, dit in Roemenië bij CFR Cluj.